# Ялтинский государственный цирк
Государственное предприятие «Ялтинский государственный цирк» — бывший цирк в городе Ялта в Крыму. Основной функцией цирка было проведение театрально-зрелищных и цирковых мероприятий. В настоящее время Ялтинский государственный цирк не функционирует.

## История
Первоначально в Ялте 1951 году появился бродячий цирк — шапито, который работал только во время туристического сезона.
В 1962 году у Ялтинского цирка появилась собственная постоянная цирковая труппа, которая выступала в разных местах Ялты как шапито. В 1965 году Ялтинский государственный цирк приобрел статус государственного предприятия. Также цирк получил постоянное место размещения на улице Московской.
После распада Советского Союза предприятие вновь было зарегистрировано в соответствии с учредительным договором от 01 декабря 1991 года Фонда государственного имущества Крымской АССР и согласно постановлению Верховного Совета Крымской АССР от 25 октября 1991 года «О предприятиях, учреждениях и организациях союзного и республиканского подчинения расположенных на территории Крыма». Был утвержден новый устав предприятия и внесены данные в Единый государственный реестр предприятий, учреждений и организации Украины. Цирк находился в подчинении министерства культуры и туризма Украины.
В цирке проводились как представления собственной труппы, так и выступления приезжих артистов.
В 1999 году директором цирка был назначен Игорь Кирилюк. В 2010 году Игорь Кирилюк сообщил, что цирк-шапито не может работать в течение всего года и нуждается в капитальном здании, которое буде оснащено необходимым современным оборудованием и необходимой инфраструктурой. На сессии ялтинского городского совета было принято решение об отводе земельного участка в районе ялтинского автовокзала площадью 0,4 га под капитальное строительство нового здания цирка. Землю ранее арендованную у города цирк обязан был освободить. Из-за ошибок в выделении земли возникла задержка с получением госакта. В результате от цирка осталось только юридическое лицо, а на месте которое цирк занимал ранее был построен многоквартирный жилой дом.
В мае 2014 года новый директор Ялтинского государственного цирка Анатолий Рудковский был задержан сотрудниками регионального Следственного комитета и управления по борьбе с экономическими преступлениями МВД РФ по Республике Крым по подозрению в незаконном получении денег от арендатора нежилого помещения на первом этаже цирка. В сентябре 2014 года решением Ялтинского городского суда Анатолий Рудковский был признан виновным в совершении коммерческого подкупа и получил наказание в виде двух лет лишения свободы условно. В октябре 2014 году цирк прекратил свое существование согласно распоряжению Совета министров Республики Крым от 01 октября 2014 года № 1008 «О ликвидации организаций и создании организаций в сфере культуры».